# Tudela del Segre
Tudela del Segre (oficialmente, Tudela de Segre) es una localidad española del municipio de Artesa de Segre, perteneciente a la provincia de Lérida, en la comunidad autónoma de Cataluña.

## Historia
Hasta la reforma de la nomenclatura municipal de 1916 el municipio se llamaba simplemente Tudela. En dicha fecha su nombre fue modificado por el de Tudela de Artesa,  topónimo que fue rectificado de nuevo a finales del mismo año por el de Tudela del Segre. El municipio de Tudela de Segre desapareció en 1971, al ser incorporado al de Artesa de Segre.

## Demografía
| Gráfica de evolución demográfica de Tudela del Segre entre 1842 y 1970 |
| |
| Población de derecho según los censos de población del INE Población de hecho según los censos de población del INEEn estos censos se denominaba Tudela: 1842, 1857, 1860, 1877, 1887, 1897, 1900 y 1910 Entre el censo de 1857 y el anterior, crece el término del municipio porque incorpora a 255115 (Ceró) y 255133 (Colldelrat) Entre el censo de 1981 y el anterior, este municipio desaparece porque se integra en el municipio 25034 (Artesa de Segre) |

En 2018 contaba con 62 habitantes.